# Fotbal Club Brașov
Le FC Brașov était un club de football roumain basé à Brașov. Fondé en 1936, il a cessé d'exister en 2017 en raison de difficultés financières. Une tentative de refondation a eu lieu en 2021 sous le nom de FC Brașov Steagul Renaște (ro), mais cette entité a également disparu en 2023. Le SR Brașov (ro), créé en 2017 après la dissolution du FC Brașov, est considéré comme la continuation du club originel, bien qu'il ne puisse revendiquer son héritage historique.

## Historique
- 1936 : fondation du club sous le nom de UA Brașov
- 1948 : le club est renommé CS Steagul Roșu Brașov
- 1950 : le club est renommé Metalul Brașov
- 1953 : le club est renommé Dinamo Orașul Stalin
- 1957 : fusion avec le Dinamo Orașul Stalin en Energia Orașul Stalin
- 1958 : le club est renommé CS Steagul Roșu Orasul Stalin
- 1961 : le club est renommé CS Steagul Roșu Brașov
- 1980 : le club est renommé FCM Brașov
- 1992 : le club est renommé FC Brașov
- 2017 : disparition du club

## Palmarès
- Liga I (D1)
  - Vice-champion (1) : 1960

- Liga II (D2)
  - Champion (6) : 1956, 1969, 1980, 1984, 1999, 2008
  - Vice-champion (2) : 1977, 1979

- Coupe des villes de foires
  - Huitième de finale (1) : 1966

- Coupe des Balkans
  - Vainqueur (1) : 1961

## Personnalités du club

### Ancien joueurs
- Alexandru Chipciu
- Cornel Buta
- Cristian Ganea
- Ionel Ganea
- Gábor Gerstenmájer
- Lucian Goian
- Sabin Ilie
- Vasile Iordache
- Marian Ivan
- Mihai Ivăncescu
- Răzvan Lucescu
- Marius Măldărășanu
- Eugen Moldovan
- Cătălin Munteanu
- Nicolae Pescaru
- Costică Ștefănescu
- Bogdan Stelea
- Romeo Surdu
- Ibrahim Dossey
- Ezequias
- Armen Karamian
- Bazhe Ilijoski
- Néné
- Mário Felgueiras
- Pedro Moutinho
- Arben Minga

### Entraîneurs emblématiques
- 1948-1968 :  Silviu Ploeșteanu